# Lasigovci
Lasigovci so naselje v Občini Dornava.